# Trophonella eversoni
Trophonella eversoni is een slakkensoort uit de familie van de Muricidae. De wetenschappelijke naam van de soort is voor het eerst geldig gepubliceerd in 1997 door Houart.